# Estereotipias motoras
Estereotipias motoras (CID-10) ou transtorno de movimento estereotipado (DSM-IV) é um transtorno comportamental e emocional com início habitualmente durante a infância ou a adolescência e caracterizado por movimentos intencionais, repetitivos, estereotipados, sem finalidade (frequentemente ritmados), não associados a outro transtorno psiquiátrico ou neurológico identificado.

## Classificação

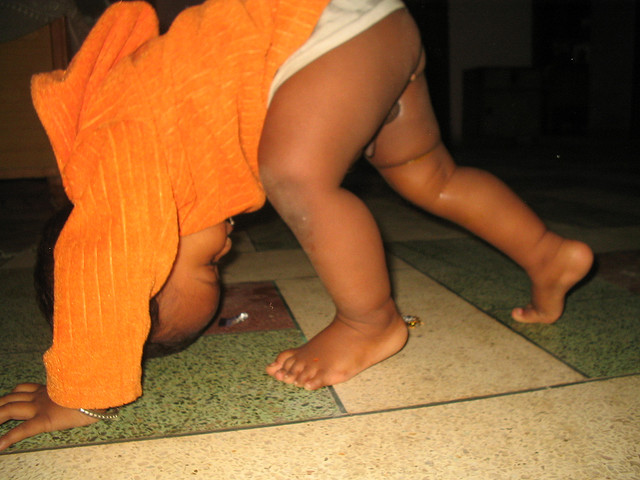
É natural a criança explorar repetidas vezes um comportamento, o transtorno está em repetir tanto que cause problemas.

Os movimentos repetitivos podem ser divididos entre inofensivos ou auto-agressivos:
Exemplos de movimentos inofensivos
- Balançar o corpo;
- Balançar a cabeça;
- Arrancar cabelos;
- Torcer os cabelos;
- Estalar os dedos e;
- Rolar no chão;
- Bater as mãos.

Exemplos de movimentos agressivos
- Bater a cabeça;
- Bater em si mesmo;
- Esbofetear o rosto;
- Colocar o dedo nos olhos;
- Morder as mãos, os lábios ou outras partes do corpo.

## Diagnóstico
Movimentos repetitivos e estereotipados só podem ser considerado como um transtorno quando causam problemas significativos como dores, dificuldade de socializar, prejuízo financeiro ou prejudicam os estudos.
O diagnóstico de comportamentos inofensivos só é feito se eles durarem 4 semanas ou mais. Caso o comportamento repetitivo seja auto-agressivo o diagnóstico independe do tempo. Durante o diagnóstico é importante também verificar se não está sendo causado por efeito de outras doenças, de medicamentos, de drogas ou de envenenamento.

### Diagnóstico diferencial
Esses comportamentos repetitivos podem ser sintoma de outras doenças como :
- Autismo: Dificuldade em compreender outras pessoas;
- Retardo mental: Ritmo mais lento de aprendizagem que o das outras crianças;
- Tique: Movimentos involuntários, bruscos e recorrentes;
- Síndrome de Tourette: Múltiplos tiques vocais e de movimentos;
- Transtorno obsessivo-compulsivo: Receio descontrolado e frequente associado a comportamentos repetitivos para reduzir essa angústia;
- Problemas neurológicos como doença de Huntington;
- Esquizofrenia com catatonia;
- Transtornos do movimento de origem orgânica;
- Tricotilomania: Arrancar e comer o próprio cabelo é classificado separado;